# Leptagrion siqueirai
Leptagrion siqueirai – gatunek ważki z rodziny łątkowatych (Coenagrionidae). Występuje w północnej części Ameryki Południowej; stwierdzony w północnej Wenezueli, Gujanie Francuskiej i północno-wschodniej Brazylii, jednak większość stwierdzeń jest stara i wymaga potwierdzenia.